# Ернст Курціус
Ернст Ку́рціус (нім. Ernst Curtius; 2 вересня 1814, Любек — 11 липня 1896, Берлін) — німецький археолог, епіграфіст та історик.

## Біографія
Куртіус був сином синдика Любека Карла Георга Куртіуса (1771–1857) та його дружини Доротеї Плессінг. Навчався в гімназії Катарінеум (Любек). Продовжив освіту в Боннському та Геттінгенському університетах. По закінченні навчання був обраний Брандісом, щоб супроводжувати його у подорожі по Греції для врегулювання юридичних аспектів археологічних досліджень. Згодом Курціус працював помічником Карла Мюллера під час його досліджень Пелопоннесу. 1840 року, після смерті Мюллера, він повернувся до Німеччини. 1844 року він став екстраординарним професором Берлінського університету і того ж року був призначений наставником принца Фрідріха (згодом імператора Фрідріха III); цю посаду він обіймав до 1850 року.
1862 року одержав професуру в Геттінгені. А 1863 року став ординарним професором у Берліні. 1874 року за дорученням уряду Німеччини він відвідав Афіни, де уклав угоду, за якою розкопки в Олімпії були дозволені виключно німецьким науковцям.

## Науковий доробок
Головна наукова праця — «Історія Греції» (1857—1867).
- Griechische Geschichte. Berlin 1/1857 — 3/1861; mehrere Auflagen, z. B. 5. Aufl. Berlin 1878—1880.
  - Teil 1: Von den Uranfängen bis zum Tode des Perikles. Gekürzte Ausgabe: Deutsche Buchgemeinschaft, Berlin [1936], Bernina, Wien, Leipzig, Olten 1936; Gekürzte Ausgabe, Phaidon-Verlag, Essen 1997, ISBN 3-88851-229-8
  - Teil 2: Blüte und Verfall Griechenlands. Gekürzte Ausgabe: Bernina, Wien, Leipzig, Olten 1936, Deutsche Buchgemeinschaft, Berlin 1936.

Інші праці:
- Klassische Studien. Bonn 1840 (з Емануелем Гайбелем).
- Inscriptiones atticae duodecim. Berlin 1843.
- Anecdota Delphica. Berlin 1843.
- «Die Akropolis von Athen» (1844),
- «Naxos» (1846),
- «Peloponnesos, eine historisch-geographische Beschreibung der Halbinsel» (1851),
- «Olympia» (1852),
- «Die Ionier vor der ionischen Wanderung» (1855),
- «Attische Studien» (1862—1865),
- «Ephesos» (1874),
- «Die Ausgrabungen zu Olympia» (1877, кілька видань),
- «Olympia und Umgegend» (редактори Курціус та Ф. Адлео, 1882),
- «Olympia. Die Ergebnisse der von dem deutschen Reich veranstalteten Ausgrabung» (у співавторстві з Ф. Адлером, 1890—1898),
- «Die Stadtgeschichte von Athen» (1891),
- «Gesammelte Abhandlungen» (1894).
- Curtius, Friedrich (Hrsg.): Ein Lebensbild in Briefen. Ernst Curtius. Berlin 1903.
- Curtius, Friedrich (Hrsg.): Ernst Curtius. Ein Lebensbild in Briefen. Neue Ausgabe von Friedrich Curtius. Erster Band mit zwei Bildnissen. Zweiter Band mit zwei Bildnissen. 2 Bde., Berlin 1913.